# Công đức

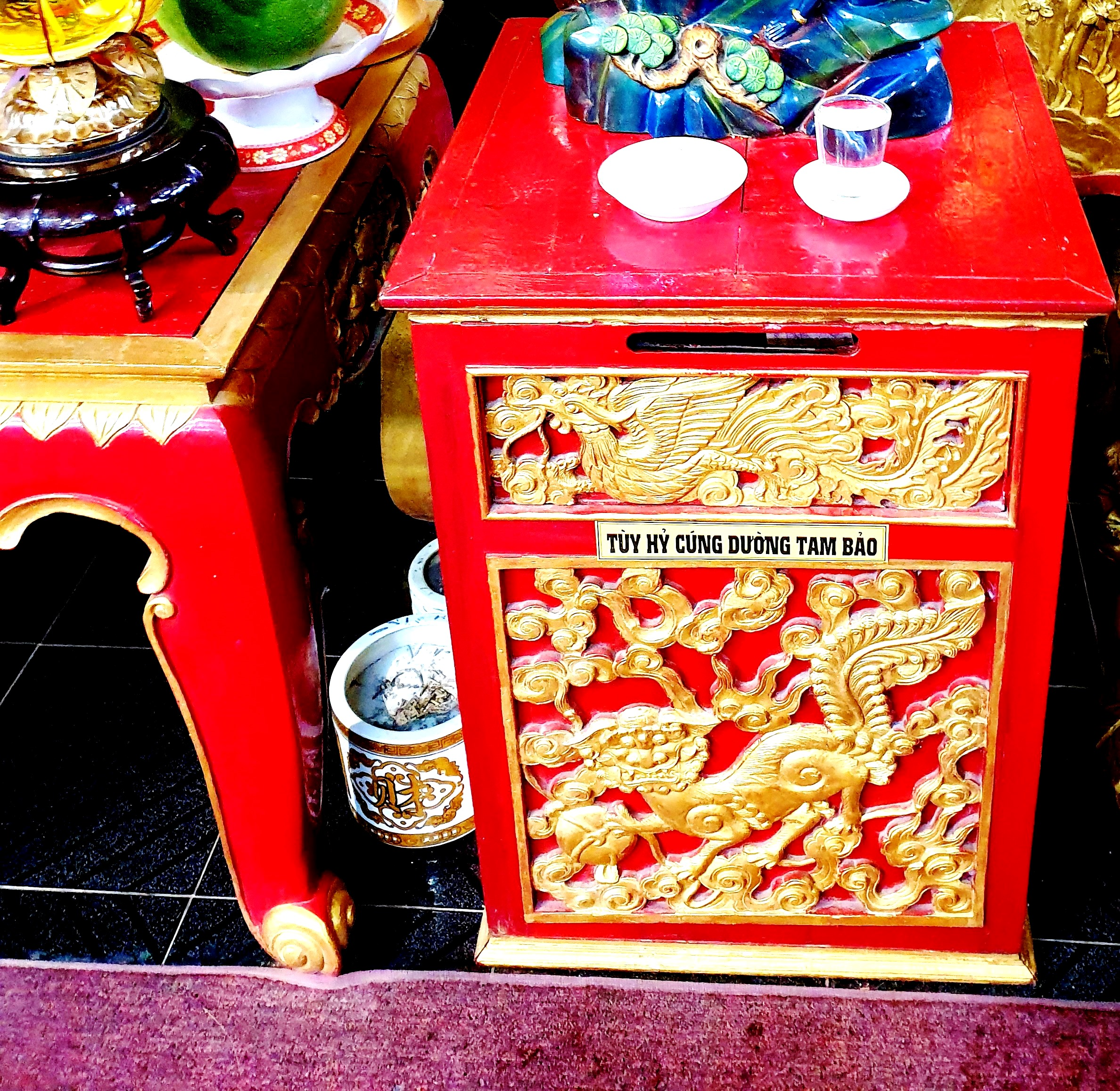
Thùng công đức tại chùa Linh Phước (chùa ve chai) ở Đà Lạt

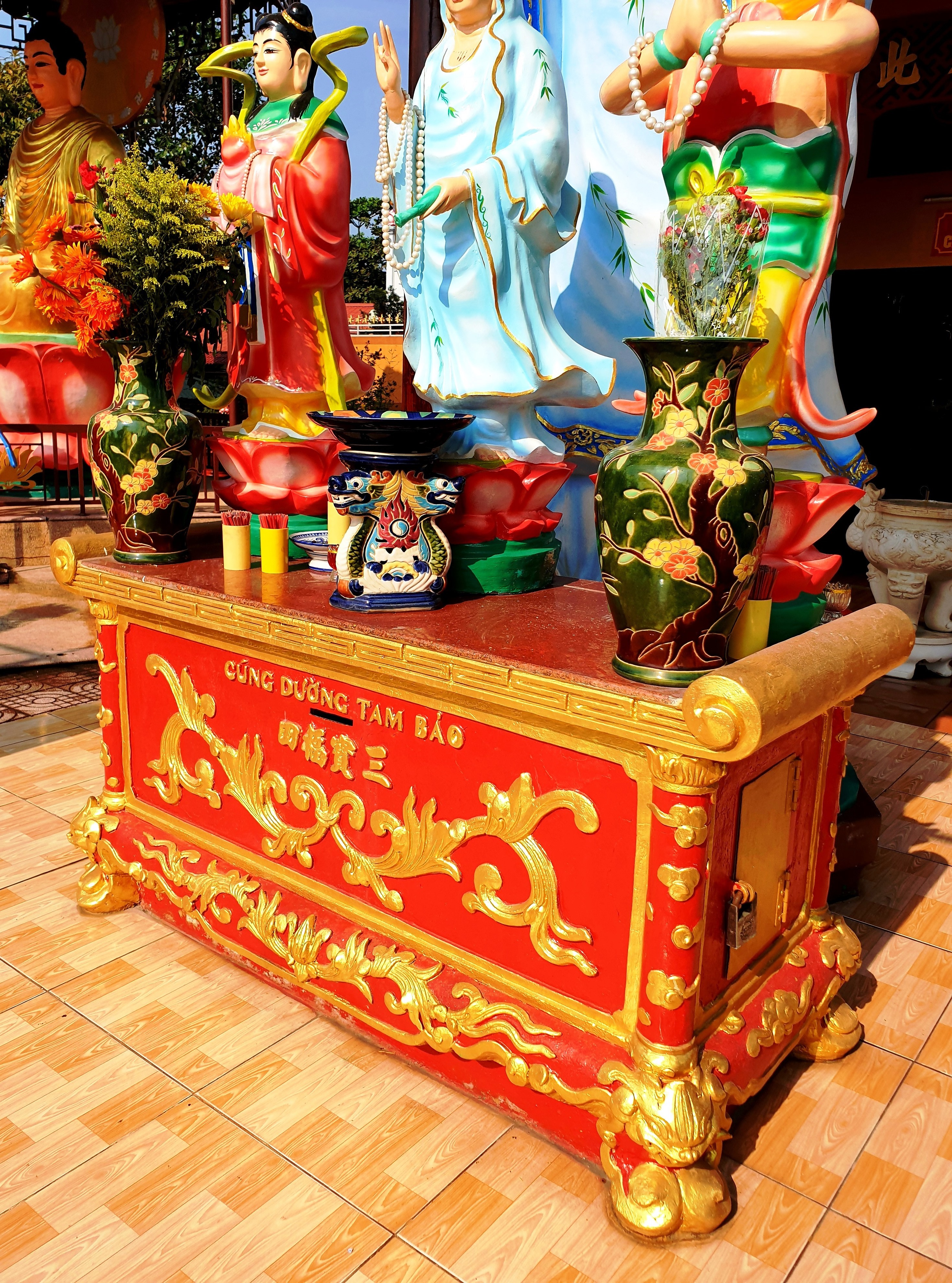
Thùng công đức tại chùa Long Thạnh ở Bình Tân

Công đức (tiếng Phạn: Puṇya; tiếng Pali: Puñña) là một khái niệm được xem là nền tảng của đạo đức Phật giáo chỉ về công phu trì giới định tâm, thanh lọc tạp niệm, phát huy tuệ giác, khai tâm mở trí để thấu rõ lẽ thật, chứng ngộ chân lý được tích lũy nhờ những hành động đúng đắn và suy nghĩ chân chánh. Công đức không chỉ là một khái niệm mà còn là một cách sống. Làm công quả rất quan trọng đối với việc thực hành Phật giáo, công đức mang lại kết quả chân thiện, hướng đến sự tái sinh và dự phần vào sự trưởng thành hướng tới sự giác ngộ, gọi là công quả. Công đức còn được chia sẻ với người thân đã khuất, nhằm giúp người đã khuất trong kiếp sống mới vốn là một khái niệm về tái sinh và người ta tin rằng cuộc sống trên cõi giới được quyết định từ công đức tích lũy trong kiếp trước. Làm công quả vẫn là điều cần thiết ở các quốc gia theo truyền thống Phật giáo và đã có tác động đáng kể đến nền kinh tế nông thôn ở các nước này. Công đức gắn liền với các khái niệm về sự thanh tịnh và lòng từ bi. Trước Phật giáo, công đức được sử dụng chỉ về thờ cúng tổ tiên, nhưng trong Phật giáo thì mang ý nghĩa đạo đức tổng quát hơn.
Công đức có được từ những việc làm tốt (phước đức) đã làm đã tích luỹ (tu nhân tích đức). Công đức có thể đạt được bằng nhiều cách, chẳng hạn như bố thí, đức hạnh (Śīla) và tu tập tinh tấn (Bhavana). Trong các xã hội Phật giáo, rất nhiều thực hành liên quan đến việc tạo dựng công đức (công đức vô lượng) đã phát triển qua nhiều thế kỷ. Công đức đã trở thành một phần của lễ nghi, thực hành Phật pháp, và Văn hóa Phật giáo. Trong xã hội hiện đại, việc làm công đã bị chỉ trích là Chủ nghĩa duy vật tâm linh, nhưng việc cúng dường, phóng sinh vẫn còn phổ biến ở nhiều xã hội Phật giáo. Một số học giả đã chỉ trích các khái niệm công đức và nghiệp báo là vô đạo đức, ích kỷ và tính toán, vì bản chất định lượng của nó và nhấn mạnh vào lợi ích cá nhân trong việc tuân thủ đạo đức. Các học giả khác đã chỉ ra rằng trong đạo đức Phật giáo, tính ích kỷ và lòng vị tha có thể không được tách biệt hoàn toàn như trong tư tưởng phương Tây, lợi ích cá nhân sẽ trở nên không còn quan trọng một khi hành giả tiến bộ trên con đường tâm linh.

## Tham khảo

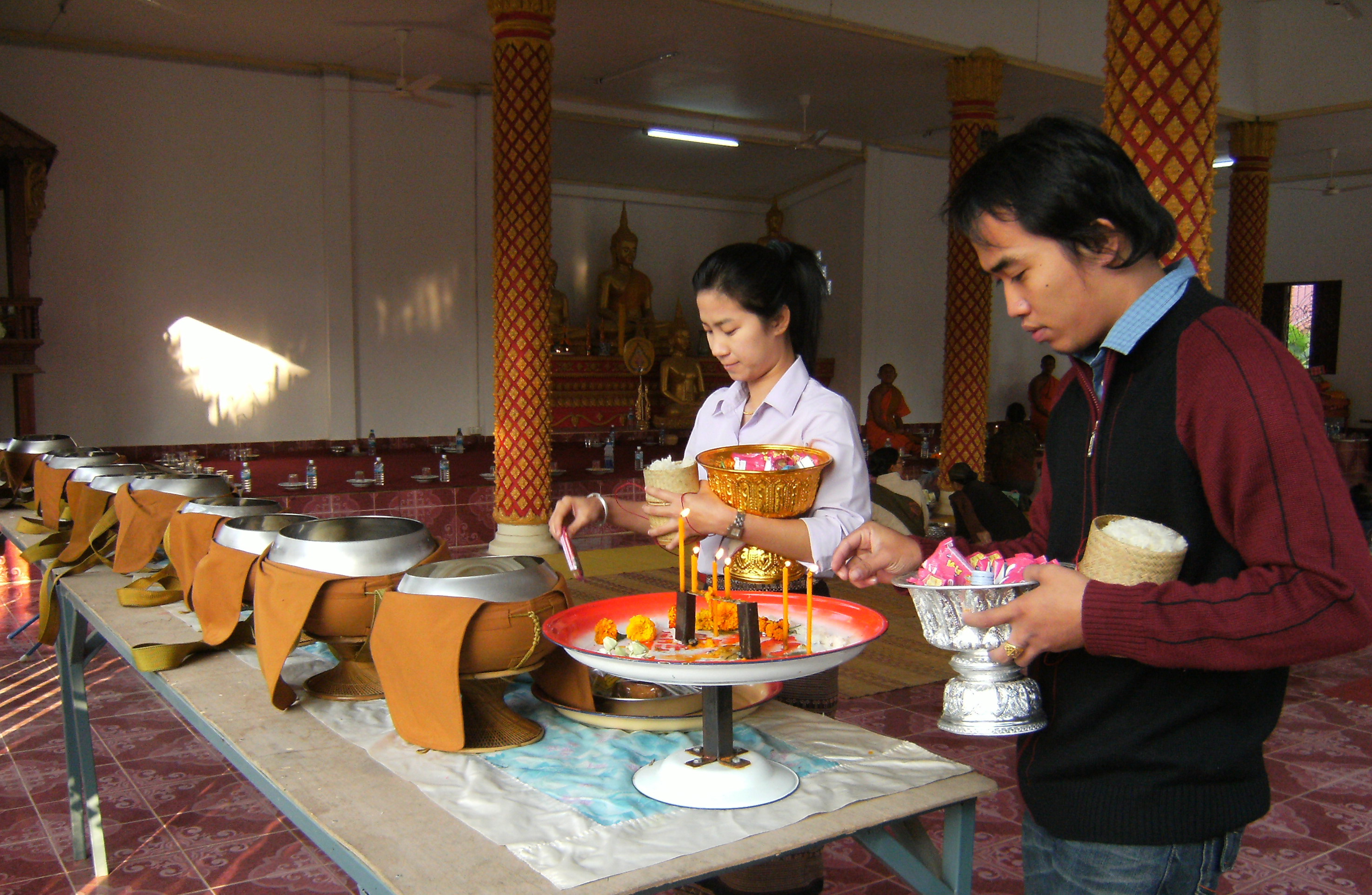
Làm công đức ở Lào

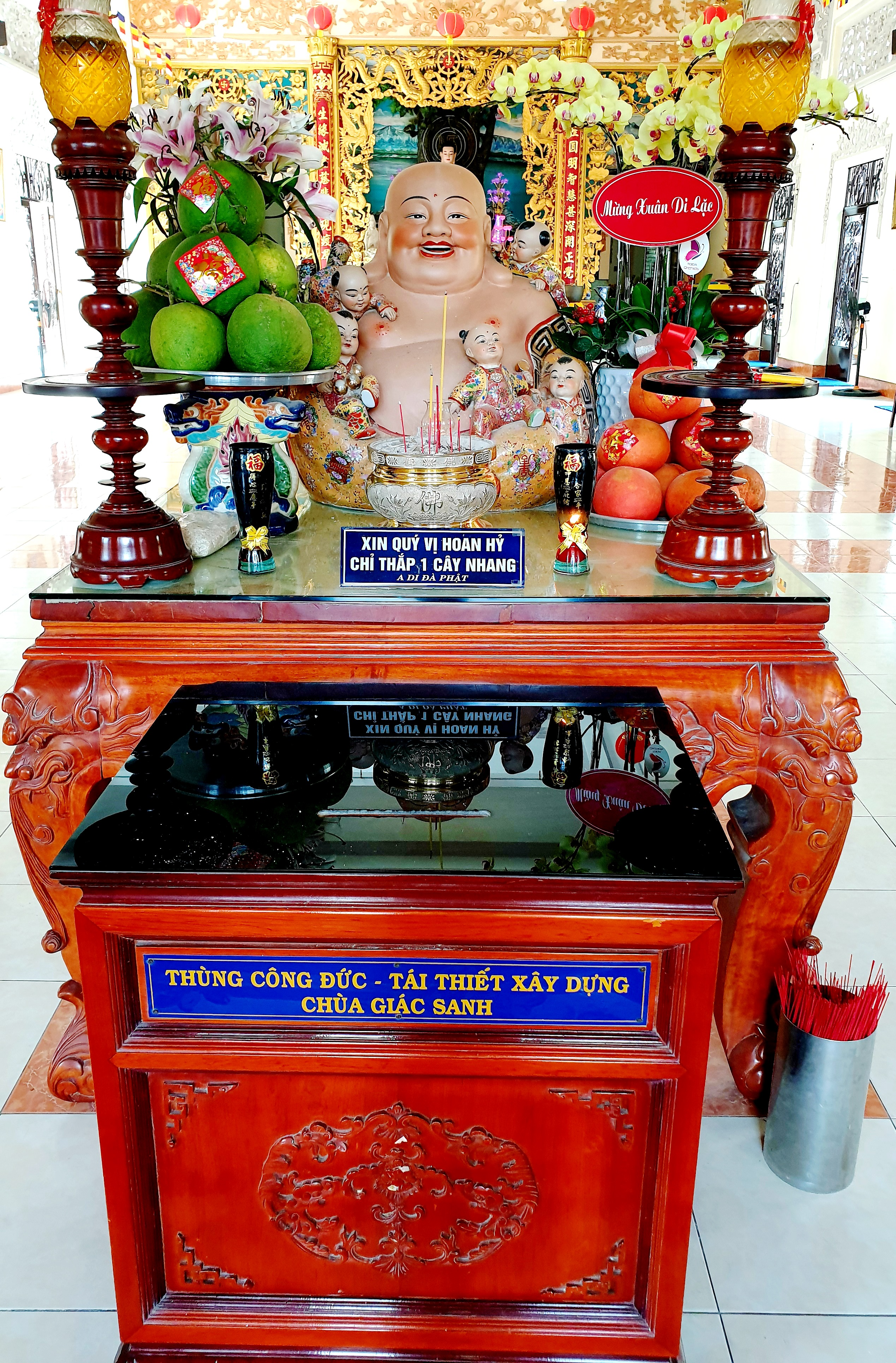
Thùng công đức ở chùa Giác Sanh